# Trang viên Thủ lĩnh làng Niemojów

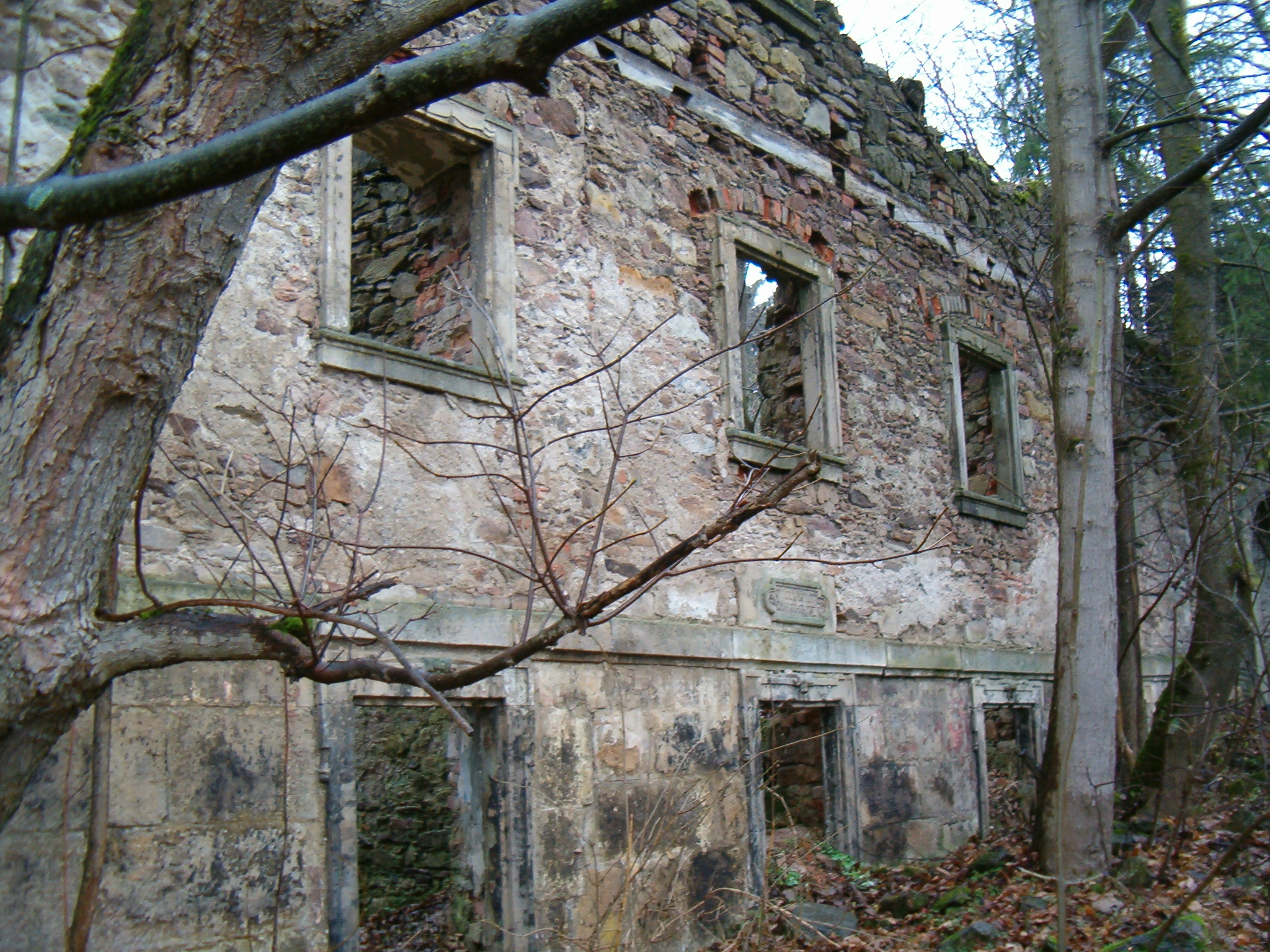
Tàn tích trang viên ở làng Niemojów, Dolnośląskie, Ba Lan.

Trang viên Thủ lĩnh làng Niemojów (tiếng Ba Lan: Dwór sołtysów w Niemojowie, tiếng Đức: Freirichterei) là một trong những tàn tích trang viên lâu đời nhất vẫn có thể được nhìn thấy cho đến ngày nay ở Ba Lan, tọa lạc ở làng Niemojów, tỉnh Dolnośląskie. Tàn tích này có tên trong sổ đăng ký di tích Ba Lan.
Trang viên bằng đá này được xây dựng từ những năm 1573-1576. Nó được dựng lên tại một thung lũng trên nền đất rộng lớn ven sông ở độ cao 550m so với mực nước biển (ở phía Đông nam dãy núi Bystrzyckie). Gần đó là đường Śródsudecka và đường biên giới Zieleniec-Międzylesie.
Trang viên chuyển thành sở hữu tư nhân và được mở rộng đáng kể vào thế kỷ 17. Vào năm 1840, Công chúa Marianna của Orange trở thành chủ nhân của trang viên. Cho đến năm 1939, có một khách sạn nhỏ trong trang viên, thuộc về gia đình nhà Höhne. Có 7 phòng dành cho khách với tổng cộng 20 giường ngủ. Khoảng sân của trang viên từng là nguồn cảm hứng bất tận cho nhiều họa sĩ. Trang viên trải qua thời kỳ Chiến tranh thế giới thứ hai mà không bị hư hại nhiều. Sau năm 1945, trang viên thuộc sở hữu của kho bạc nhà nước và dần rơi vào cảnh hoang tàn. Từ năm 1960, trang viên được đặt trong danh sách bảo tồn.